# Orlando Contreras (músico)
Orlando González Soto (Palma Soriano; 22 de mayo de 1930 - Medellín; 9 de febrero de 1994), más conocido artísticamente como Orlando Contreras fue un cantante cubano de boleros, especialmente los de despecho, siendo llamado por sus fanáticos "La Voz Romántica de Cuba".

## Biografía
Se inició cantando en varios y diversos grupos musicales de La Habana, entre ellos el trío de Arty Valdés; para luego, de 1952 a 1956 actuar en la orquesta de Neno González. En esa orquesta alcanzó cierta popularidad hasta el punto de grabar un disco que salió exitoso. Al tiempo que trabajaba en la orquesta de Neno, también trabajaba en el Conjunto Casino. Luego se convirtió en solista.
Se quedó en Cuba durante los primeros años de la revolución. En 1961 grabó más discos que lo ubicaron en los primeros lugares, y por aquel entonces trabajó en el Alí Bar al lado de Beny Moré, Fernando Álvarez y Orlando Vallejo. También trabajó en el conjunto Musicuba y en septiembre de 1965 se trasladó a Estados Unidos. Uno de sus grandes éxitos fue "Mi Corazonada", de José Fernández Pérez . 
Entre 1966 y 1970 actuó en un barco turístico portugués, al tiempo que seguía grabando. En la década de los años setenta grabó un disco de antología con Daniel Santos y realizó giras por América y España. 
Finalmente se radicó en Medellín, donde en los años 70, él y Daniel Santos fueron "proclamados" como Los jefes por los clientes de los bares y cantinas del centro de la ciudad. Allí realizó grabaciones con la orquesta Fruko y sus Tesos.

## Éxitos musicales
Entre los grandes éxitos que le hicieron famoso en Cuba y Latinoamérica merecen mención entre otros: En un beso la vida (luego versionada por Yordano), Sin egoísmo, Difícil, Amarga decepción, Por borracha, Por un puñado de oro, Dónde tu iras, Mi corazonada, Muerto en vida, Dolor de hombre, Que murmuren, Un amigo mío, Amigo de qué, Yo estoy desengañado, Arráncame la vida, Egoísmo, Esta tu canción, Se muy bien que vendrás, Corazón de Madera.

## Muerte
Murió en Medellín, Colombia. 
El destacado locutor cubano Eduardo Rosillo, en una gira acompañando y presentando a la Orquesta Aragón, visitó Colombia y le pidió a un conocido locutor colombiano, que lo llevaran a conocer a Orlando Contreras y tras muchos intentos de varios días, no lo consiguieron. Siempre les decían que estaba en "La Finca" o que estaba durmiendo. Lo cierto es que una semana después se produjo la muerte del cantante.
Preliminares dicen que la causa de su deceso se da después de padecer una larga y penosa enfermedad. Todavía se debate la causa real de su fallecimiento, la cual ha sido hasta el día de hoy un misterio puesto que su muerte fue reportada el 9 de febrero de 1994 entre las 7:30 y 8 a. m. en las emisoras radiales, medio por el cual no solo sus seguidores se enteraron sino su propia familia, quien confiaba poder reencontrarse con su ser querido pronto.  El anuncio de su muerte fue una sorpresa para todos quienes nunca se lograron explicar por qué murió el artista a tan temprana edad.  Muchos hechos ocurridos antes y después de su deceso dieron lugar a múltiples teorías respecto a los verdaderos motivos y causas de su muerte, que han sido calificados por la gente que desconoce los pormenores del caso y de la vida personal del cantante, como simples especulaciones infundadas.
A las 9 a. m. Orlando Contreras fue cremado sin autorización y consentimiento de sus hijas y su compañera sentimental.  Desde el momento en que su familia se entera por medio de una emisora radial del deceso del artista Orlando Contreras, proceden a llamar inmediatamente al DAS de Medellín para informar de un posible asesinato, ya que el artista estaba en excelentes condiciones de salud en el tiempo previo en que tuvo contacto con su familia.
Todavía es un misterio la verdadera causa de la muerte del bolerista cubano.